# Müllers rat
Müllers rat (Sundamys muelleri) is een knaagdier uit het geslacht Sundamys.

## Kenmerken
Müllers rat is een grote rat met een lange staart en ruwe haren. Het gewicht bedraagt 200 tot 450 gram. De rug is bruin-zwart gevlekt, de buik wit tot lichtbruin of bruingrijs. Er is een scherpe scheiding tussen de rug en de buik. De rugvacht is dik en hard, de buikvacht zacht, dicht en kort. De oren zijn klein, rond en donkerbruin. De staart is langer dan het lichaam en donkerbruin van kleur. De schubben zijn groot; elke schub bevat drie haren. De voeten zijn bruin en bijna niet behaard. Vrouwtjes hebben 1+1+2=8 mammae. Jonge exemplaren hebben een kortere en zachtere vacht. De kop-romplengte bedraagt 18 tot 37 cm, de staartlengte 19 tot 37 cm en het gewicht 150 tot 300 gram.

## Leefwijze
Hij eet naast plantaardig voedsel ook slakken, insecten en kleine gewervelden. Hij komt algemeen voor in bosgebieden, maar ook bij menselijke bewoning.

## Ondersoorten
De soort omvat twee ondersoorten:
- Sundamys muelleri muelleri (Borneo, Sumatra, Palawan en omliggende eilanden)
- Sundamys muelleri validus (Maleisisch Schiereiland)

## Verspreiding
Deze soort komt voor van het zuiden van Myanmar en van Thailand tot Sumatra, Borneo en de zuidwestelijke Filipijnen, waar hij voorkomt op Balabac, Busuanga, Culion en Palawan.

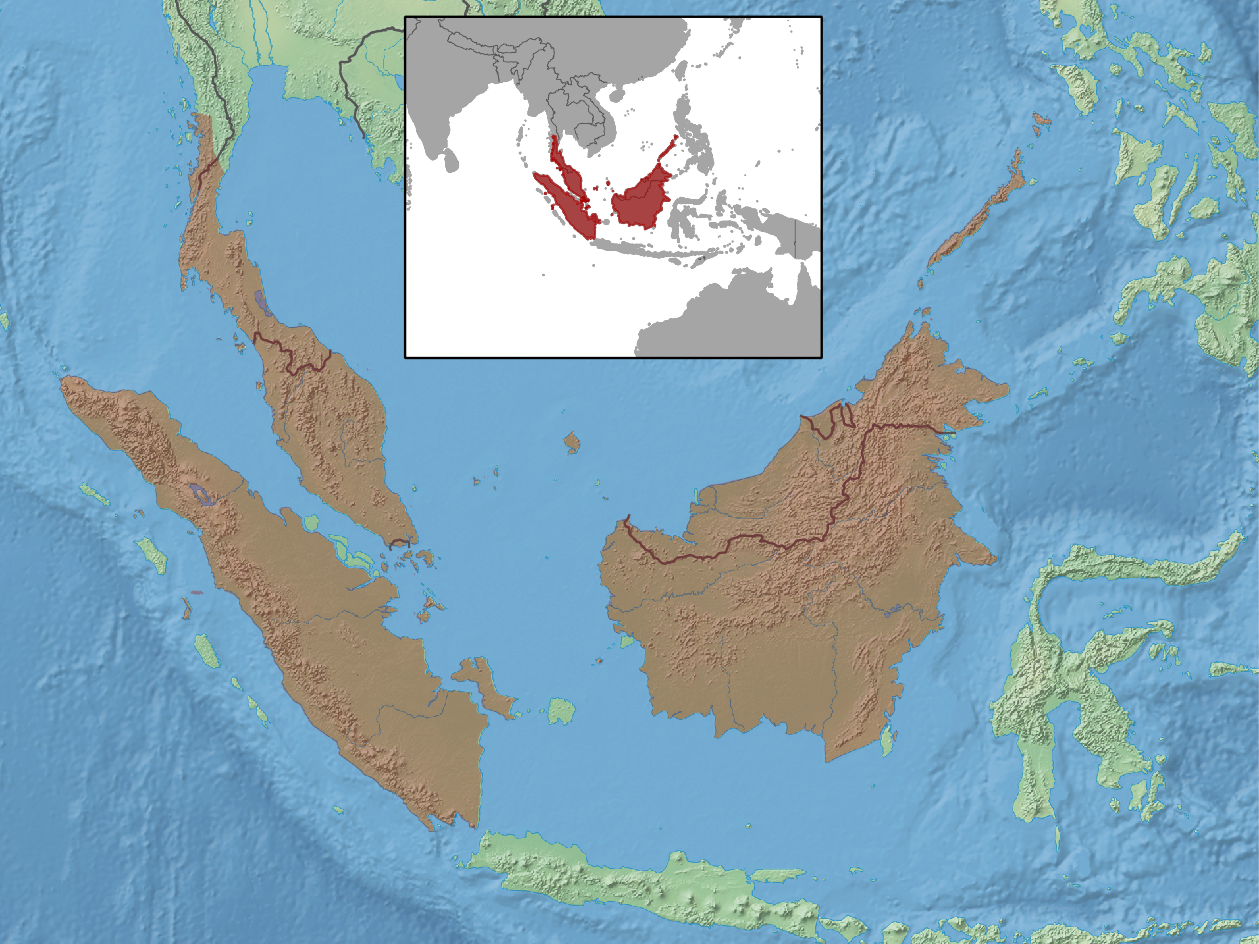
Verspreidingsgebied van Müllers rat